# Santa Bárbara megye (Honduras)
Santa Bárbara (nevének jelentése „Szent Barbara”) Honduras egyik megyéje. Az ország északnyugati részén terül el. Székhelye Santa Bárbara. A bányászata és kávétermelése miatt fontos megyét már 1825-ben megalapították.

## Földrajz
Az ország északnyugati részén elterülő megye északon Guatemalával, keleten Cortés, délkeleten Comayagua, délen Intibucá, délnyugaton Lempira, nyugaton pedig Copán megyével határos. Comayagua és Cortés megyékkel alkotott hármashatárán található az ország legnagyobb tava, a Yojoa-tó.

## Népesség
Ahogy egész Hondurasban, a népesség növekedése Santa Bárbara megyében is gyors. A változásokat szemlélteti az alábbi táblázat:
| Év             | Lakosság |
| -------------- | -------- |
| 1988           | 289 578  |
| 2001           | 342 054  |
| 2010 (becsült) | 402 367  |